# E32
La ruta europea E32 és una carretera que forma part de la Xarxa de carreteres europees. Comença a Colchester (Regne Unit) i finalitza a Harwich (Regne Unit). Té una longitud de 31 km. Té una orientació d'est a oest.